# Хоха Ігор Іванович
Ігор Іванович Хо́ха (народився 14 грудня 1937 в Ніжині) — український залізничник.
Працював на підприємствах ряду залізниць, був на партійній роботі. Нині — референт відділу транспорту та зв'язку управління реального сектора економіки Секретаріату Кабінету Міністрів України.

## Відзнаки
Нагороджений:
- орденом «Знак Пошани», медаллю «За трудову доблесть».
- званнями «Заслужений працівник транспорту України», «Почесний залізничник України».

## Джерело
- «Отчий поріг», № 12, 2012, сторінка 2.